# Tadeusz Kocowski
Tadeusz Henryk Kocowski – polski prawnik, dr hab. nauk prawnych, profesor nadzwyczajny Katedry Prawa Gospodarczego Wydziału Zarządzania, Informatyki i Finansów i Instytutu Nauk Administracyjnych Wydziału Prawa, Administracji i Ekonomii Uniwersytetu Wrocławskiego.

## Życiorys
W 1974 ukończył studia w zakresie administracji  na Uniwersytecie Wrocławskim, natomiast 19 czerwca 1980 obronił pracę doktorską, 25 maja 2010 habilitował się na podstawie dorobku naukowego i pracy zatytułowanej Reglamentacja działalności gospodarczej w polskim administracyjnym prawie gospodarczym.
Pracował w Katedrze Prawa Gospodarczego na Wydziale Zarządzania, Informatyki i Finansów Akademii Ekonomicznej im. Oskara Langego we Wrocławiu. Objął funkcję profesora nadzwyczajnego w Katedrze Prawa Gospodarczego na Wydziale Zarządzania, Informatyki i Finansów oraz Instytutu Nauk Administracyjnych na Wydziale Prawa, Administracji i Ekonomii Uniwersytetu Wrocławskiego.
Piastuje stanowisko dyrektora Instytutu Nauk Administracyjnych Wydziału Prawa, Administracji i Ekonomii, a także kierownika Katedry Prawa Gospodarczego Wydziału Zarządzania, Informatyki i Finansów Uniwersytetu Wrocławskiego.
Od 2024 członek rady nadzorczejKGHM Polska Miedź, objął w niej stanowisko przewodniczącego.

## Odznaczenia
- Srebrny Krzyż Zasługi (2022)[4].
- Złota Odznaka Honorowa Zasłużony dla Województwa Dolnośląskiego (2024)[5]